# Joaquín Rojí
Joaquín Rojí López-Calvo (Valladolid, 26 avril 1878 - Madrid, 3 mars 1932) est un architecte espagnol. Parmi ses œuvres les plus remarquables à Madrid figure le Palais de Amboage (aujourd'hui siège de l'ambassade d'Italie à Madrid), qu'il a conçu en 1918. Son style architectural s'inscrit dans le courant éclectique dominant de la fin du XIXe siècle.

## Parcours

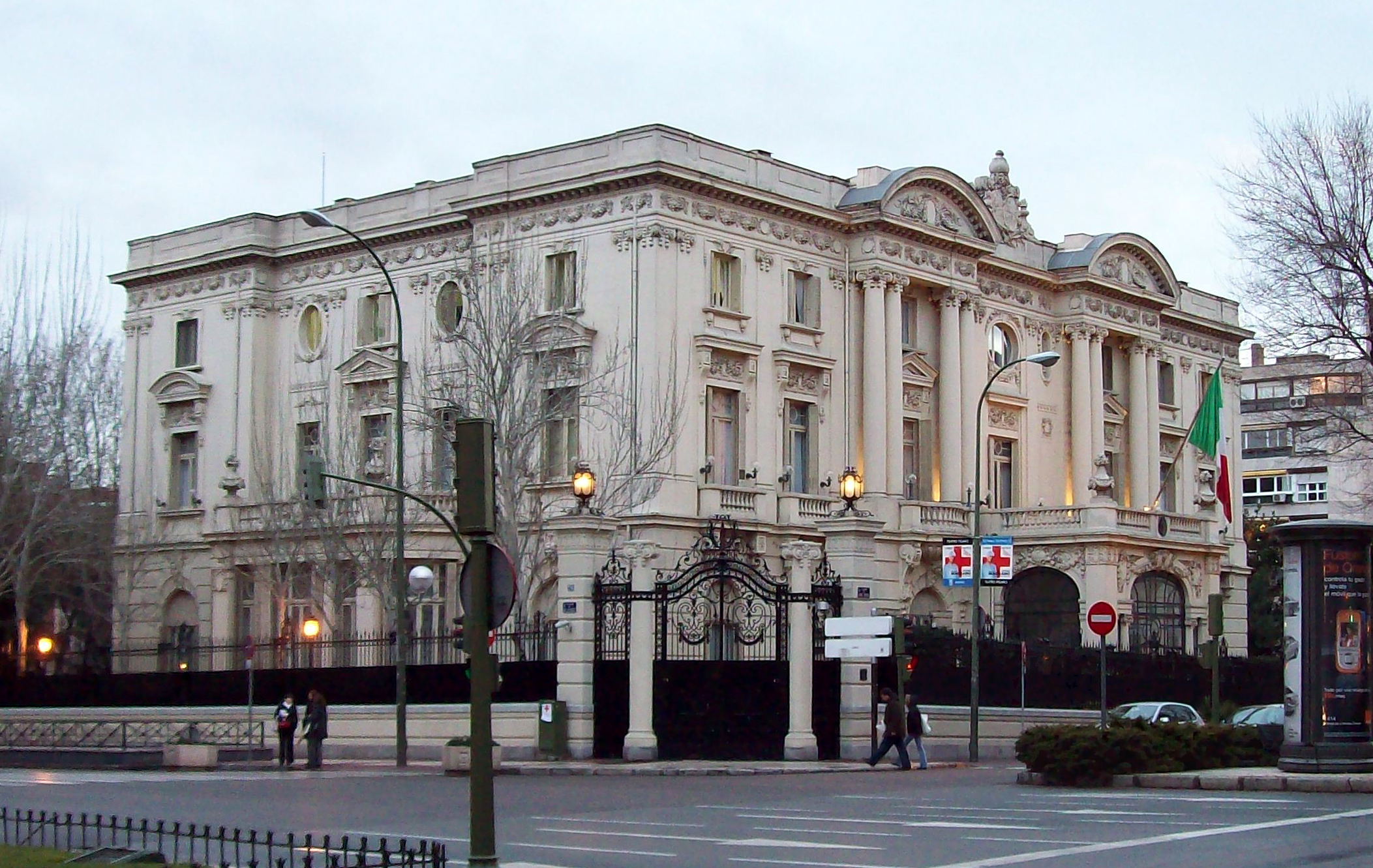
Le Palais d'Amboage, siège de l'Ambassade Italienne est une de ses plus remarquables œuvres à Madrid.

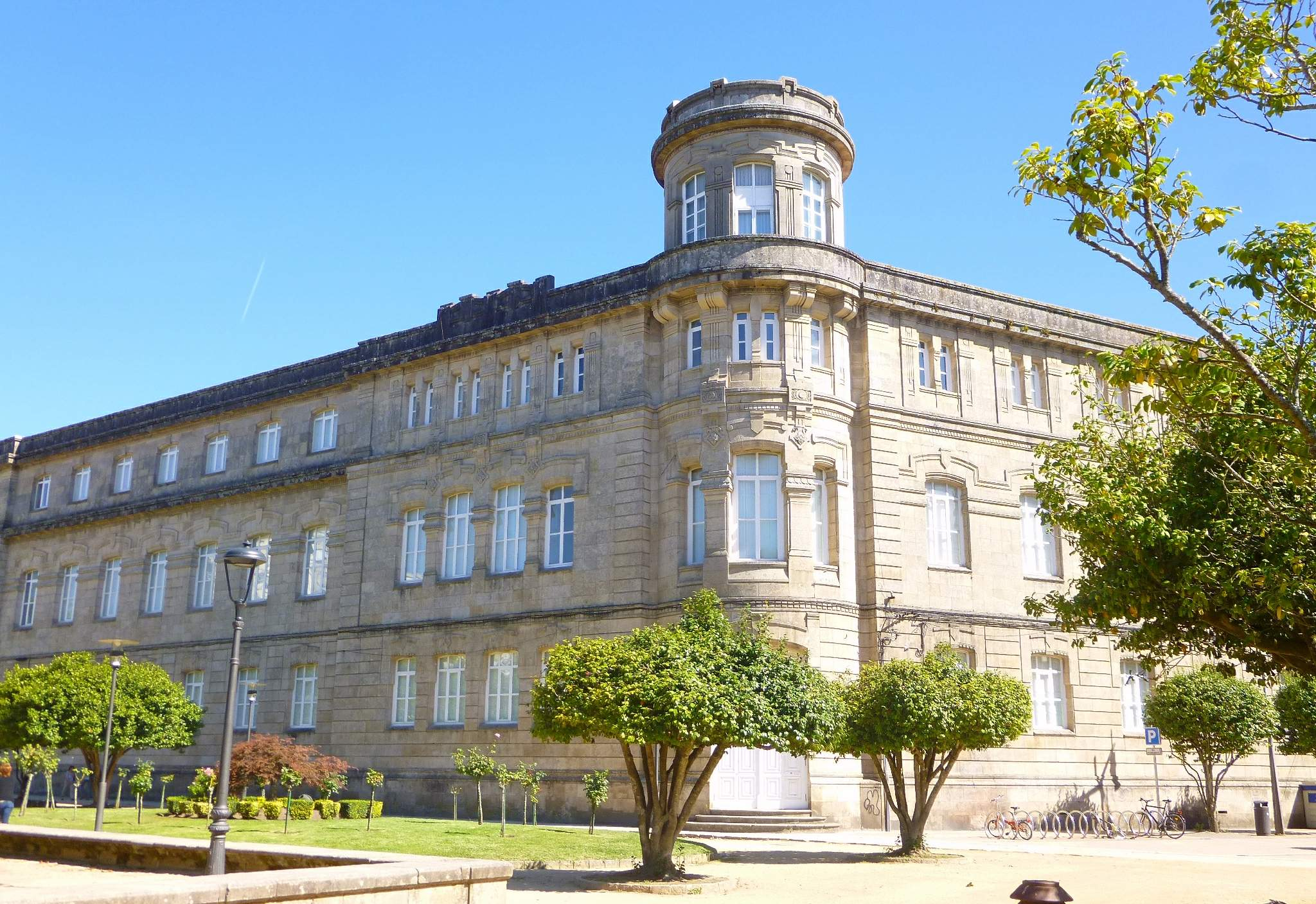
Façades latérale et arrière du lycée Valle-Inclán à Pontevedra.

Il obtient son diplôme d'architecte à l'école de Madrid en 1902. Après ses études, il commence à collaborer avec Alfonso Dubé, tous deux sous la direction d'Adaro. 
À Madrid, il réalise divers travaux, dont le bâtiment situé en face de l'Hôtel Palace (siège de Groupama sur la Place de las Cortes). Le Palais d'Amboage (1914-1917) des Marquis d'Amboage est remarquable; il est situé entre les rues Juan Bravo, Velázquez, Padilla et Lagasca, dans le quartier de Salamanque. Il se présente au concours du Casino militaire de Gran Vía (numéro 13), finalement remporté par Eduardo Eznarriaga dans la période 1914-1916. 
Il réalise la rénovation du couvent des Salesas Reales, qui a subi un incendie dévastateur qui, bien qu'il n'ait pas affecté l'église, a dévasté les anciens locaux du couvent, utilisés depuis la fin du XIXe siècle comme siège du Tribunal suprême. Les travaux de reconstruction ont commencé en 1921 et se sont achevés en 1926. 
En dehors de Madrid, il réalise des travaux tels que le lycée Valle-Inclán à Pontevedra ou le lycée Celia Viñas à Almería. 

## Voir également